# ロバート・テイラー (ラグビー指導者)
	ロバート・テイラー（Robert Taylor、1980年 - ）は、オーストラリアのラグビー指導者。ニュージーランド・オークランド出身。

## 略歴
ビクトリア大学出身。
オークランド、シドニー大学、NSWカントリーイーグルスなどのコーチを経て、2020年、レスター・タイガースのコーチに就任。
2021年、NECグリーンロケッツ東葛のヘッドコーチに就任。
2023年、NECグリーンロケッツ東葛のヘッドコーチを退任した。